# German Football League 2020
La German Football League 2020 è la 42ª edizione del campionato di football americano di primo livello, organizzato dalla AFVD.
Il campionato è stato rinviato a causa della pandemia di COVID-19 del 2019-2021. Il 30 maggio le squadre hanno votato all'unanimità una risoluzione per spostare il campionato in autunno se possibile; il 25 luglio è stato reso noto che solo 6 squadre si erano rese disponibili per giocare, ma il 1º agosto 5 di queste 6 squadre hanno ritirato la disponibilità e il campionato è stato conseguentemente cancellato.

## Squadre partecipanti
| Club                      | Città                | Stadio                                 | Sponsor ufficiale | Risultato nella stagione 2019 |
| ------------------------- | -------------------- | -------------------------------------- | ----------------- | ----------------------------- |
| Allgäu Comets             | Kempten              | Illerstadion                           |                   |                               |
| Berlin Rebels             | Berlino              | Mommsenstadion                         |                   |                               |
| Cologne Crocodiles        | Colonia              | Sportpark Höhenberg                    |                   |                               |
| Dresden Monarchs          | Dresda               | Heinz-Steyer-Stadion                   |                   |                               |
| Elmshorn Fighting Pirates | Elmshorn             |                                        |                   |                               |
| Frankfurt Universe        | Francoforte sul Meno | Frankfurter Volksbank Stadion          | Samsung           |                               |
| Hildesheim Invaders       | Hildesheim           | Eintrachtstadion                       |                   |                               |
| Ingolstadt Dukes          | Ingolstadt           | ESV-Stadion                            |                   |                               |
| Kiel Baltic Hurricanes    | Kiel                 | Kilia-Stadion                          |                   |                               |
| Marburg Mercenaries       | Marburgo             | Georg-Gaßmann-Stadion                  |                   |                               |
| Munich Cowboys            | Monaco di Baviera    | Städtisches Stadion an der Dantestraße |                   |                               |
| New Yorker Lions          | Braunschweig         | Eintracht-Stadion                      | New Yorker        |                               |
| Potsdam Royals            | Potsdam              | Luftschiffhafen                        |                   |                               |
| Ravensburg Razorbacks     | Ravensburg           |                                        |                   |                               |
| Schwäbisch Hall Unicorns  | Schwäbisch Hall      | Optima-Sportpark                       |                   |                               |
| Stuttgart Scorpions       | Stoccarda            | Gazi-Stadion auf der Waldau            |                   |                               |

## Stagione regolare

### Calendario

#### 1ª giornata
| Braunschweig 25 aprile 2020, ore 18:00 | New Yorker Lions | – | Cologne Crocodiles | Eintracht-Stadion |

#### 2ª giornata
| Dresda 2 maggio 2020, ore 15:00 | Dresden Monarchs | – | Hildesheim Invaders | Heinz-Steyer-Stadion |

| Colonia 2 maggio 2020, ore 17:00 | Cologne Crocodiles | – | Kiel Baltic Hurricanes | Sportpark Höhenberg |

| Braunschweig 2 maggio 2020, ore 18:00 | New Yorker Lions | – | Elmshorn Fighting Pirates | Eintracht-Stadion |

| Marburgo 3 maggio 2020, ore 16:00 | Marburg Mercenaries | – | Munich Cowboys | Georg-Gaßmann-Stadion |

| 2-3 maggio 2020 | Allgäu Comets | – | Ravensburg Razorbacks |  |

| 2-3 maggio 2020 | Stuttgart Scorpions | – | Ingolstadt Dukes |  |

#### 3ª giornata
| Berlino 9 maggio 2020, ore 15:00 | Berlin Rebels | – | Dresden Monarchs | Mommsenstadion |

| Elmshorn 9 maggio 2020, ore 16:00 | Elmshorn Fighting Pirates | – | New Yorker Lions | Krückaustadion |

| Schwäbisch Hall 9 maggio 2020, ore 17:00 | Schwäbisch Hall Unicorns | – | Allgäu Comets | Optima Sportpark |

| Ingolstadt 9 maggio 2020, ore 18:30 | Ingolstadt Dukes | – | Stuttgart Scorpions | ESV-Stadion |

| Colonia 10 maggio 2020, ore 15:00 | Cologne Crocodiles | – | Hildesheim Invaders | Sportpark Höhenberg |

| Potsdam 10 maggio 2020, ore 15:00 | Potsdam Royals | – | Kiel Baltic Hurricanes | Luftschiffhafen |

| Weingarten 10 maggio 2020, ore 15:00 | Ravensburg Razorbacks | – | Marburg Mercenaries | Lindenhofstadion |

| 9-10 maggio 2020 | Frankfurt Universe | – | Munich Cowboys |  |

#### 4ª giornata
| Elmshorn 16 maggio 2020, ore 16:00 | Elmshorn Fighting Pirates | – | Berlin Rebels | Krückaustadion |

| Hildesheim 16 maggio 2020, ore 16:00 | Hildesheim Invaders | – | Potsdam Royals | Philosophenweg |

| Monaco di Baviera 16 maggio 2020, ore 16:00 | Munich Cowboys | – | Marburg Mercenaries | Städtisches Stadion an der Dantestraße |

| Ingolstadt 16 maggio 2020, ore 18:30 | Ingolstadt Dukes | – | Schwäbisch Hall Unicorns | ESV-Stadion |

| Kiel 17 maggio 2020, ore 15:00 | Kiel Baltic Hurricanes | – | New Yorker Lions | Kiliaplatz |

| Pfullendorf 17 maggio 2020, ore 15:00 | Ravensburg Razorbacks | – | Stuttgart Scorpions | Geberit-Arena |

| 16-17 maggio 2020 | Frankfurt Universe | – | Allgäu Comets |  |

#### 5ª giornata
| Hildesheim 23 maggio 2020, ore 16:00 | Hildesheim Invaders | – | Dresden Monarchs | Philosophenweg |

| Schwäbisch Hall 23 maggio 2020, ore 17:00 | Schwäbisch Hall Unicorns | – | Ingolstadt Dukes | Optima Sportpark |

| Berlino 23 maggio 2020, ore 18:00 | Berlin Rebels | – | Kiel Baltic Hurricanes | Mommsenstadion |

| Elmshorn 24 maggio 2020, ore 16:00 | Elmshorn Fighting Pirates | – | Potsdam Royals | Krückaustadion |

| Marburgo 24 maggio 2020, ore 16:00 | Marburg Mercenaries | – | Frankfurt Universe | Georg-Gaßmann-Stadion |

| 23-24 maggio 2020 | Allgäu Comets | – | Stuttgart Scorpions |  |

#### 6ª giornata
| Berlino 30 maggio 2020, ore 15:00 | Berlin Rebels | – | Cologne Crocodiles | Mommsenstadion |

| Kiel 30 maggio 2020, ore 16:00 | Kiel Baltic Hurricanes | – | Elmshorn Fighting Pirates | Kiliaplatz |

| Monaco di Baviera 30 maggio 2020, ore 16:00 | Munich Cowboys | – | Schwäbisch Hall Unicorns | Städtisches Stadion an der Dantestraße |

| Potsdam 30 maggio 2020, ore 16:30 | Potsdam Royals | – | Hildesheim Invaders | Luftschiffhafen |

| Dresda 30 maggio 2020, ore 17:00 | Dresden Monarchs | – | New Yorker Lions | DDV-Stadion |

| Weingarten 31 maggio 2020, ore 15:00 | Ravensburg Razorbacks | – | Frankfurt Universe | Lindenhofstadion |

| 30-31 maggio 2020 | Allgäu Comets | – | Ingolstadt Dukes |  |

#### 7ª giornata
| Berlino 6 giugno 2020, ore 15:00 | Berlin Rebels | – | Hildesheim Invaders | Mommsenstadion |

| Elmshorn 6 giugno 2020, ore 16:00 | Elmshorn Fighting Pirates | – | Dresden Monarchs | Krückaustadion |

| Colonia 6 giugno 2020, ore 17:00 | Cologne Crocodiles | – | Potsdam Royals | Sportpark Höhenberg |

| Ingolstadt 6 giugno 2020, ore 18:30 | Ingolstadt Dukes | – | Ravensburg Razorbacks | ESV-Stadion |

| Marburgo 7 giugno 2020, ore 16:00 | Marburg Mercenaries | – | Schwäbisch Hall Unicorns | Georg-Gaßmann-Stadion |

| 6-7 giugno 2020 | Frankfurt Universe | – | Stuttgart Scorpions |  |

#### 8ª giornata
| Kiel 13 giugno 2020, ore 16:00 | Kiel Baltic Hurricanes | – | Berlin Rebels | Kiliaplatz |

| Potsdam 13 giugno 2020, ore 16:30 | Potsdam Royals | – | Dresden Monarchs | Luftschiffhafen |

| Hildesheim 13 giugno 2020, ore 17:00 | Hildesheim Invaders | – | New Yorker Lions | Philosophenweg |

| Schwäbisch Hall 13 giugno 2020, ore 17:00 | Schwäbisch Hall Unicorns | – | Marburg Mercenaries | Optima Sportpark |

| Ingolstadt 13 giugno 2020, ore 18:30 | Ingolstadt Dukes | – | Munich Cowboys | ESV-Stadion |

| 13-14 giugno 2020 | Frankfurt Universe | – | Ravensburg Razorbacks |  |

| 13-14 giugno 2020 | Stuttgart Scorpions | – | Allgäu Comets |  |

#### 9ª giornata
| Elmshorn 20 giugno 2020, ore 16:00 | Elmshorn Fighting Pirates | – | Hildesheim Invaders | Krückaustadion |

| Kiel 20 giugno 2020, ore 16:00 | Kiel Baltic Hurricanes | – | Cologne Crocodiles | Kiliaplatz |

| Braunschweig 21 giugno 2020, ore 15:00 | New Yorker Lions | – | Berlin Rebels | Eintracht-Stadion |

| Weingarten 21 giugno 2020, ore 15:00 | Ravensburg Razorbacks | – | Munich Cowboys | Lindenhofstadion |

| Schwäbisch Hall 21 giugno 2020, ore 15:00 | Schwäbisch Hall Unicorns | – | Stuttgart Scorpions | Optima Sportpark |

| 20-21 giugno 2020 | Allgäu Comets | – | Frankfurt Universe |  |

#### 10ª giornata
| Dresda 27 giugno 2020, ore 15:00 | Dresden Monarchs | – | Cologne Crocodiles | Heinz-Steyer-Stadion |

| Hildesheim 27 giugno 2020, ore 16:00 | Hildesheim Invaders | – | Berlin Rebels | Philosophenweg |

| Monaco di Baviera 27 giugno 2020, ore 16:00 | Munich Cowboys | – | Frankfurt Universe | Städtisches Stadion an der Dantestraße |

| Potsdam 27 giugno 2020, ore 16:30 | Potsdam Royals | – | Elmshorn Fighting Pirates | Luftschiffhafen |

| Marburgo 27 giugno 2020, ore 17:00 | Marburg Mercenaries | – | Ingolstadt Dukes | Georg-Gaßmann-Stadion |

| Braunschweig 27 giugno 2020, ore 18:00 | New Yorker Lions | – | Kiel Baltic Hurricanes | Eintracht-Stadion |

| 27-28 giugno 2020 | Stuttgart Scorpions | – | Schwäbisch Hall Unicorns |  |

#### 11ª giornata
| Schwäbisch Hall 4 luglio 2020, ore 17:00 | Schwäbisch Hall Unicorns | – | Ravensburg Razorbacks | Optima Sportpark |

| 4-5 luglio 2020 | Allgäu Comets | – | Munich Cowboys |  |

#### 12ª giornata
| 11-12 luglio 2020 | Stuttgart Scorpions | – | Marburg Mercenaries |  |

#### 13ª giornata
| Dresda 25 luglio 2020, ore 15:00 | Dresden Monarchs | – | Elmshorn Fighting Pirates | Heinz-Steyer-Stadion |

| Potsdam 25 luglio 2020, ore 17:00 | Potsdam Royals | – | Berlin Rebels | Luftschiffhafen |

| Schwäbisch Hall 25 luglio 2020, ore 17:00 | Schwäbisch Hall Unicorns | – | Munich Cowboys | Optima Sportpark |

| Ingolstadt 25 luglio 2020, ore 18:30 | Ingolstadt Dukes | – | Frankfurt Universe | ESV-Stadion |

| 25-26 luglio 2020 | Cologne Crocodiles | – | New Yorker Lions |  |

| 25-26 luglio 2020 | Allgäu Comets | – | Marburg Mercenaries |  |

| 25-26 luglio 2020 | Stuttgart Scorpions | – | Ravensburg Razorbacks |  |

#### 14ª giornata
| Dresda 1º agosto 2020, ore 15:00 | Dresden Monarchs | – | Potsdam Royals | Heinz-Steyer-Stadion |

| Elmshorn 1º agosto 2020, ore 16:00 | Elmshorn Fighting Pirates | – | Cologne Crocodiles | Krückaustadion |

| Hildesheim 1º agosto 2020, ore 16:00 | Hildesheim Invaders | – | Kiel Baltic Hurricanes | Philosophenweg |

| Monaco di Baviera 1º agosto 2020, ore 16:00 | Munich Cowboys | – | Ingolstadt Dukes | Städtisches Stadion an der Dantestraße |

| Schwäbisch Hall 1º agosto 2020, ore 17:00 | Schwäbisch Hall Unicorns | – | Frankfurt Universe | Optima Sportpark |

| Weingarten 1º agosto 2020, ore 19:00 | Ravensburg Razorbacks | – | Allgäu Comets | Lindenhofstadion |

#### 15ª giornata
| Kiel 8 agosto 2020, ore 16:00 | Kiel Baltic Hurricanes | – | Potsdam Royals | Kiliaplatz |

| Monaco di Baviera 8 agosto 2020, ore 17:00 | Munich Cowboys | – | Allgäu Comets | Städtisches Stadion an der Dantestraße |

| Ingolstadt 8 agosto 2020, ore 18:30 | Ingolstadt Dukes | – | Marburg Mercenaries | ESV-Stadion |

| 8-9 agosto 2020 | Cologne Crocodiles | – | Berlin Rebels |  |

| 8-9 agosto 2020 | New Yorker Lions | – | Dresden Monarchs |  |

| 8-9 agosto 2020 | Stuttgart Scorpions | – | Frankfurt Universe |  |

#### 16ª giornata
| Dresda 15 agosto 2020, ore 15:00 | Dresden Monarchs | – | Berlin Rebels | Heinz-Steyer-Stadion |

| Elmshorn 15 agosto 2020, ore 16:00 | Elmshorn Fighting Pirates | – | Kiel Baltic Hurricanes | Krückaustadion |

| Hildesheim 15 agosto 2020, ore 16:00 | Hildesheim Invaders | – | Cologne Crocodiles | Philosophenweg |

| Potsdam 15 agosto 2020, ore 16:30 | Potsdam Royals | – | New Yorker Lions | Luftschiffhafen |

| Marburgo 16 agosto 2020, ore 16:00 | Marburg Mercenaries | – | Ravensburg Razorbacks | Georg-Gaßmann-Stadion |

| 15-16 agosto 2020 | Frankfurt Universe | – | Ingolstadt Dukes |  |

#### 17ª giornata
| Berlino 22 agosto 2020, ore 15:00 | Berlin Rebels | – | Potsdam Royals | Mommsenstadion |

| Kiel 22 agosto 2020, ore 16:00 | Kiel Baltic Hurricanes | – | Dresden Monarchs | Kiliaplatz |

| Ingolstadt 22 agosto 2020, ore 18:30 | Ingolstadt Dukes | – | Allgäu Comets | ESV-Stadion |

| Weingarten 23 agosto 2020, ore 15:00 | Ravensburg Razorbacks | – | Schwäbisch Hall Unicorns | Lindenhofstadion |

| 22-23 agosto 2020 | Cologne Crocodiles | – | Elmshorn Fighting Pirates |  |

| 22-23 agosto 2020 | New Yorker Lions | – | Hildesheim Invaders |  |

| 22-23 agosto 2020 | Frankfurt Universe | – | Marburg Mercenaries |  |

| 22-23 agosto 2020 | Stuttgart Scorpions | – | Munich Cowboys |  |

#### 18ª giornata
| Dresda 29 agosto 2020, ore 15:00 | Dresden Monarchs | – | Kiel Baltic Hurricanes | Heinz-Steyer-Stadion |

| Hildesheim 29 agosto 2020, ore 16:00 | Hildesheim Invaders | – | Elmshorn Fighting Pirates | Philosophenweg |

| Monaco di Baviera 29 agosto 2020, ore 16:00 | Munich Cowboys | – | Ravensburg Razorbacks | Städtisches Stadion an der Dantestraße |

| Berlino 30 agosto 2020, ore 15:00 | Berlin Rebels | – | New Yorker Lions | Mommsenstadion |

| Potsdam 30 agosto 2020, ore 16:00 | Potsdam Royals | – | Cologne Crocodiles | Luftschiffhafen |

| Marburgo 30 agosto 2020, ore 16:00 | Marburg Mercenaries | – | Stuttgart Scorpions | Georg-Gaßmann-Stadion |

| 29-30 agosto 2020 | Allgäu Comets | – | Schwäbisch Hall Unicorns |  |

#### 19ª giornata
| Kiel 5 settembre 2020, ore 16:00 | Kiel Baltic Hurricanes | – | Hildesheim Invaders | Kiliaplatz |

| Monaco di Baviera 5 settembre 2020, ore 16:00 | Munich Cowboys | – | Stuttgart Scorpions | Städtisches Stadion an der Dantestraße |

| Berlino 6 settembre 2020, ore 15:00 | Berlin Rebels | – | Elmshorn Fighting Pirates | Mommsenstadion |

| Braunschweig 6 settembre 2020, ore 15:00 | New Yorker Lions | – | Potsdam Royals | Eintracht-Stadion |

| Weingarten 6 settembre 2020, ore 15:00 | Ravensburg Razorbacks | – | Ingolstadt Dukes | Lindenhofstadion |

| Marburgo 6 settembre 2020, ore 16:00 | Marburg Mercenaries | – | Allgäu Comets | Georg-Gaßmann-Stadion |

| 5-6 settembre 2020 | Cologne Crocodiles | – | Dresden Monarchs |  |

| 5-6 settembre 2020 | Frankfurt Universe | – | Schwäbisch Hall Unicorns |  |

### Classifica
Le classifiche della regular season sono le seguenti.
- PCT = percentuale di vittorie, G = partite giocate, V = partite vinte,  P = partite perse, PF = punti fatti, PS = punti subiti

#### GFL Nord
| Pos. | Squadra                   | PCT  | G | V | N | P | PF | PS |
| ---- | ------------------------- | ---- | - | - | - | - | -- | -- |
| 1    | Berlin Rebels             | .000 | 0 | 0 | 0 | 0 | 0  | 0  |
| 2    | Cologne Crocodiles        | .000 | 0 | 0 | 0 | 0 | 0  | 0  |
| 3    | Dresden Monarchs          | .000 | 0 | 0 | 0 | 0 | 0  | 0  |
| 4    | Elmshorn Fighting Pirates | .000 | 0 | 0 | 0 | 0 | 0  | 0  |
| 5    | Hildesheim Invaders       | .000 | 0 | 0 | 0 | 0 | 0  | 0  |
| 6    | Kiel Baltic Hurricanes    | .000 | 0 | 0 | 0 | 0 | 0  | 0  |
| 7    | New Yorker Lions          | .000 | 0 | 0 | 0 | 0 | 0  | 0  |
| 8    | Potsdam Royals            | .000 | 0 | 0 | 0 | 0 | 0  | 0  |

#### GFL Süd
| Pos. | Squadra                  | PCT  | G | V | N | P | PF | PS |
| ---- | ------------------------ | ---- | - | - | - | - | -- | -- |
| 1    | Allgäu Comets            | .000 | 0 | 0 | 0 | 0 | 0  | 0  |
| 2    | Frankfurt Universe       | .000 | 0 | 0 | 0 | 0 | 0  | 0  |
| 3    | Ingolstadt Dukes         | .000 | 0 | 0 | 0 | 0 | 0  | 0  |
| 4    | Marburg Mercenaries      | .000 | 0 | 0 | 0 | 0 | 0  | 0  |
| 5    | Munich Cowboys           | .000 | 0 | 0 | 0 | 0 | 0  | 0  |
| 6    | Ravensburg Razorbacks    | .000 | 0 | 0 | 0 | 0 | 0  | 0  |
| 7    | Schwäbisch Hall Unicorns | .000 | 0 | 0 | 0 | 0 | 0  | 0  |
| 8    | Stuttgart Scorpions      | .000 | 0 | 0 | 0 | 0 | 0  | 0  |

## Playoff e playout

### Tabellone
|  | Quarti di finale | Quarti di finale | Quarti di finale |     |  | Semifinali | Semifinali | Semifinali |  |  | XLII German Bowl | XLII German Bowl | XLII German Bowl |
|  |                  |                  |                  |     |  |            |            |            |  |  |                  |                  |                  |
|  | 1N               | TBD              |                  |     |  |            |            |            |  |  |                  |                  |                  |
|  | 4S               | TBD              |                  |     |  |            |            |            |  |  |                  |                  |                  |
|  | 4S               | TBD              | TBD              |     |  |            |            |            |  |  |                  |                  |                  |
|  |                  |                  |                  |     |  |            |            |            |  |  |                  |                  |                  |
|  |                  |                  | TBD              |     |  |            |            |            |  |  |                  |                  |                  |
|  | 2S               | TBD              |                  |     |  |            |            |            |  |  |                  |                  |                  |
|  | 2S               | TBD              |                  |     |  |            |            |            |  |  |                  |                  |                  |
|  | 3N               | TBD              |                  |     |  |            |            |            |  |  |                  |                  |                  |
|  |                  |                  |                  |     |  |            |            |            |  |  |                  | TBD              |                  |
|  |                  |                  |                  | TBD |  |            |            |            |  |  |                  |                  |                  |
|  | 1S               | TBD              |                  |     |  |            |            |            |  |  |                  |                  |                  |
|  | 4N               | TBD              |                  |     |  |            |            |            |  |  |                  |                  |                  |
|  | 4N               | TBD              | TBD              |     |  |            |            |            |  |  |                  |                  |                  |
|  |                  |                  |                  |     |  |            |            |            |  |  |                  |                  |                  |
|  |                  |                  | TBD              |     |  |            |            |            |  |  |                  |                  |                  |
|  | 2N               | TBD              |                  |     |  |            |            |            |  |  |                  |                  |                  |
|  | 2N               | TBD              |                  |     |  |            |            |            |  |  |                  |                  |                  |
|  | 3S               | TBD              |                  |     |  |            |            |            |  |  |                  |                  |                  |

### Quarti di finale
| 2020 | TBD | – | TBD |  |

| 2020 | TBD | – | TBD |  |

| 2020 | TBD | – | TBD |  |

| 2020 | TBD | – | TBD |  |

### Semifinali
| 2020 | TBD | – | TBD |  |

| 2020 | TBD | – | TBD |  |

### Playout

#### GFL Nord
| 2020 | TBD | – | TBD |  |

| 2020 | TBD | – | TBD |  |

#### GFL Süd
| 2020 | TBD | – | TBD |  |

| 2020 | TBD | – | TBD |  |

### XLII German Bowl
| Francoforte sul Meno 10 ottobre 2020, ore 18:00 | TBD | – | TBD | Commerzbank-Arena |